# ميشيل كارني
ميشيل كارني (بالإنجليزية: Michelle Carney)‏ هي لاعبة كرة قدم أسترالية، ولدت في 30 ديسمبر 1981 في Camden, New South Wales ‏ في أستراليا. لعبت مع سيدني إف سي ‏.